# Alleny

Najprostszy allen: propadien

Alleny – organiczne związki chemiczne, węglowodory nienasycone, w których jeden z atomów węgla jest związany z dwoma innymi atomami węgla wiązaniami podwójnymi (tzw. układ wiązań skumulowanych). Zwyczajowo allenem określa się najprostszy związek z tej grupy, czyli propadien.
Skumulowanie dwóch podwójnych wiązań chemicznych obok siebie powoduje, że alleny są dużo bardziej reaktywne od innych alkenów. Ich reaktywność, między innymi w reakcji z gazowym chlorem, jest bardziej zbliżona do reaktywności alkinów niż alkenów.
Alleny są związkami nietrwałymi i ulegają reakcji przekształcenia w odpowiedni izomer alkinowy, na przykład:
CH2=C=CH2 → CH3-C≡CH